# Гарвард Стэдиум
«Гарвард Стэдиум» (англ. Harvard Stadium) — футбольный стадион, расположенный в районе Оллстон на окраине города Бостон (США). Знаменит своей U-образной формой. Принадлежит Гарвардскому университету и является домашней ареной студенческой команды «Гарвард Кримсон». Вмещает 30 323 зрителя.
Стадион построен в 1903 году, являлся новаторским в строительстве больших сооружений из железобетона. Из-за его вклада в развитие архитектурных проектов и влияния на дизайн более поздних стадионов, он был признан национальным историческим памятником в 1987 году. Стадион является старейшим постоянным бетонным сооружением в стране, предназначенным для студенческого спорта. В прошлом на нём могло размещаться до 57 166 человек, постоянные стальные трибуны, завершающие прямолинейный овал, были установлены в северо-восточной части стадиона в 1929 году. Они были снесены после сезона 1951 года из-за ухудшения состояния и снижения посещаемости. После этого на открытом конце стадиона были временные стальные трибуны меньшего размера, пока в 1998 году не было построено здание Мурр-центра (наверху которого появилось новое табло).
Стадион принимал один сезон матчи клуба НФЛ «Бостон Пэтриотс» в 1970 году. Это был их первый сезон в лиге после слияния АФЛ и НФЛ, а также последний до того, как они превратились в «Нью-Ингленд Пэтриотс» и переехали в Фоксборо.

## История
«Гарвард Стэдиум» был построен на 31 акре (13 га) земли, известной как Солджерс Филд, подаренной Гарвардскому университету бизнесменом Генри Ли Хиггинсоном в 1890 году как памятник гарвардским мужчинам, погибшим в гражданской войне (1861—1865). Сооружение, по форме напоминающее древнегреческий стадион «Панатинаикос», было построено всего за 4 с половиной месяца и обошлось в 310 000 долларов. Большая часть собранных средств поступила от 25-го пожертвования Гарвардского класса в 1879 году. Объект является домом футбольной команды Гарварда. Стадион также был базой команды по лёгкой атлетике «Кримсон» до 1984 года и являлся домашним для «Бостон Пэтриотс» в течение сезона 1970 года, до открытия стадиона «Шефер» в следующем году, который смог выполнить минимальные требования по количеству сидячих мест после слияния AFL и NFL, требующие более 50 000 мест.
Льюис Джером Джонсон, профессор общественного строительства в Гарварде, был консультантом группы проектировщиков стадиона. Исторически важно, что этот стадион представляет собой первую вертикальную бетонную конструкцию, в которой используется железобетон. До возведения стадиона в 1902 году железобетон использовался только в горизонтальном, то есть в конструкции полов, тротуаров и т. д. Профессор Джонсон был известным инженером, ответственным за включение концепции в вертикальную структуру дизайна стадиона. На восточной стене за пределами стадиона есть мемориальная доска, посвящённая ему.
Гарвард установил поле FieldTurf и освещение в 2006 году. В 2007 году Гарвард провёл свою первую вечернюю игру на стадионе, выиграв 22 сентября у команды Брауновского университета со счетом 24:17.

### Влияние на американский футбол
В начале 20-го века американский футбол был чрезвычайно жестоким видом спорта. Только в 1905 году 18 игроков погибли и 159 получили серьёзные травмы. Было широко распространено движение за объявление игры вне закона, однако в процесс вмешался президент США Теодор Рузвельт и потребовал реформировать правила игры. В 1906 году Рузвельт встретился с представителями 62 колледжей и университетов и сформировал Межвузовскую футбольную конференцию, предшественницу NCAA. Целью комитета было разработать единый свод правил и положений, чтобы сделать игру более безопасной. Основным предложением в то время было расширение поля, чтобы освободить больше места для бега и уменьшить серьёзные столкновения. Хотя это было популярно среди членов комитета, Гарвард возражал. Их недавно построенный стадион не мог вместить более крупное поле. Из-за постоянного характера Гарвардского стадиона это предложение было отклонено, и в апреле 1906 года был легализован пас вперёд. Гарвардский стадион привёл к созданию двух наиболее фундаментальных аспектов современного американского футбола: стандартных размеров поля и легального паса вперёд.

## События на стадионе
В начале 20-го века в зимние месяцы здесь сооружались два катка для студенческой хоккейной команды. Вплоть до Первой мировой войны стадион был домашним для неё.
«Гарвард Стэдиум» трижды принимал национальные олимпийские отборочные соревнования по лёгкой атлетике в 1920, 1924 и 1928 годах.
Здесь также проводятся музыкальные фестивали, в частности Amandla, где Боб Марли дал исторический концерт в 1979 году, а Дженис Джоплин провела последнее своё выступление в 1970 году, незадолго до смерти.
В 1984 году стадион был задействован во время Летних Олимпийских игр. На нём прошло 6 матчей группового этапа олимпийского футбольного турнира.
В 2007 году сюда переехал профессиональный клуб лякросса «Бостон Кэннонс». Однако в 2018 году они перебазировались в Куинси.
11 апреля 2009 года на «Гарвард Стэдиум» состоялся первый матч женской футбольной команды «Бостон Брейкерс» в рамках профессиональной лиги WPS. Суммарно она провела здесь четыре сезона.
Гарвард и хоккейный клуб «Бостон Брюинз» ведут переговоры о заявке стадиона на проведение Зимней классики НХЛ в 2024 году, в честь 100-летнего юбилея клуба. Ожидается, что возможным соперником может стать «Монреаль Канадиенс».

## Галерея

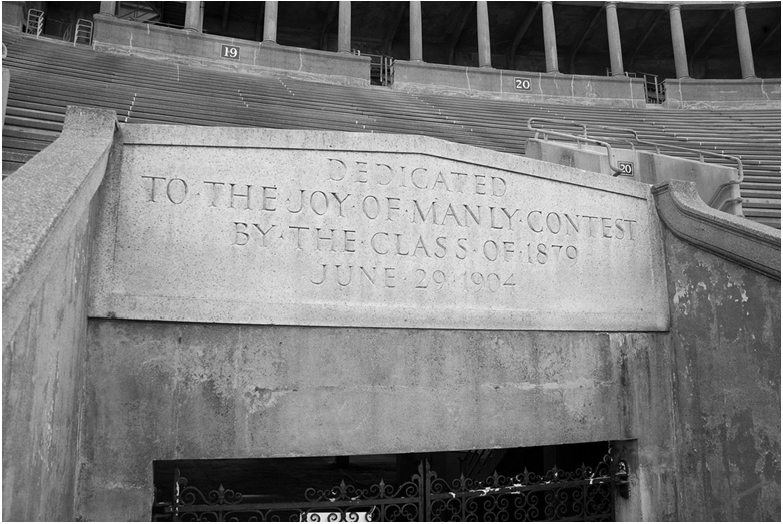
Мемориальная доска 1879–1903
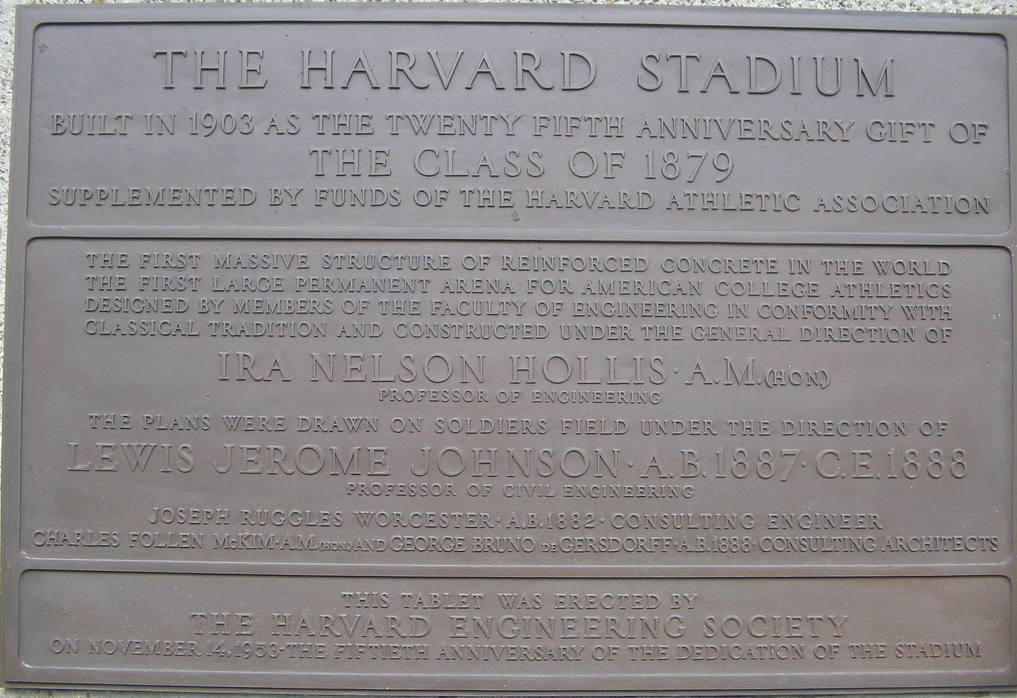
Доска в честь 50-летия стадиона – 1953
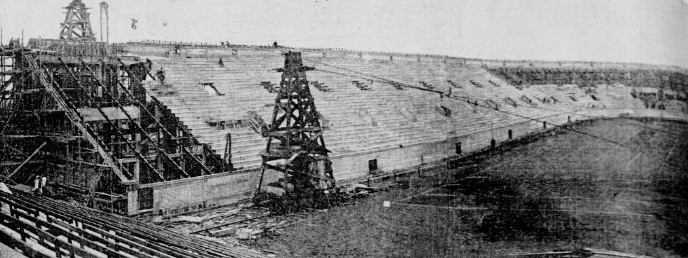
Строительство (1903)
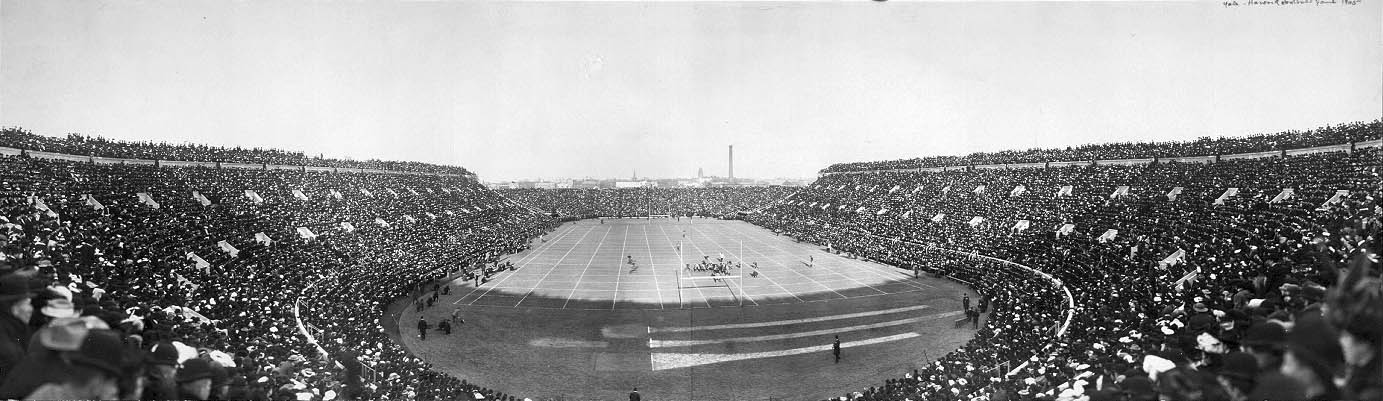
Матч Гарвард — Йель, 1905
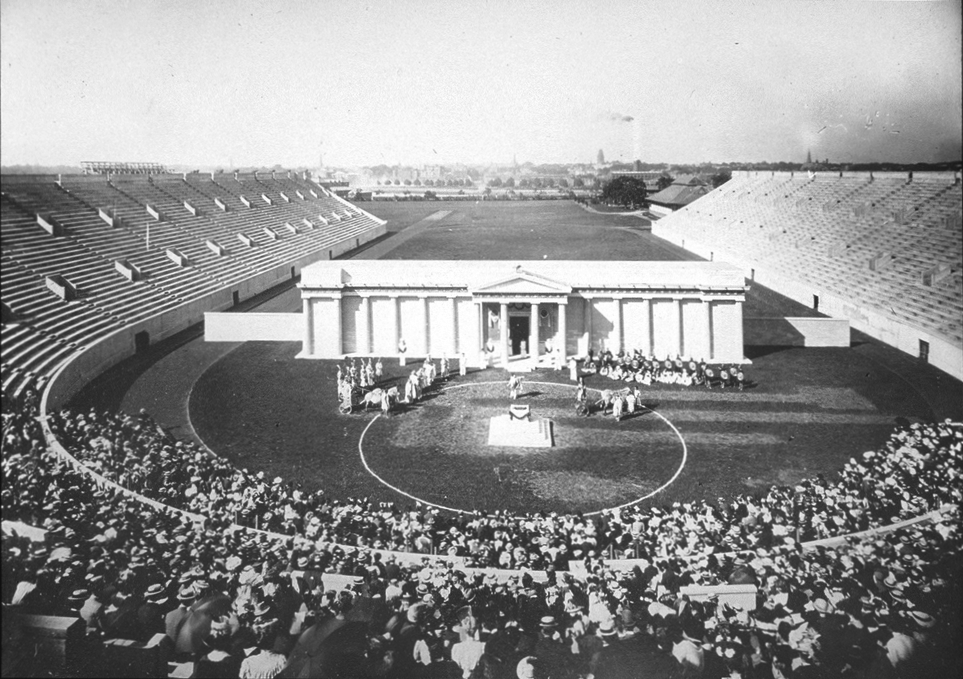
Спектакль в древнегреческом стиле, 1905
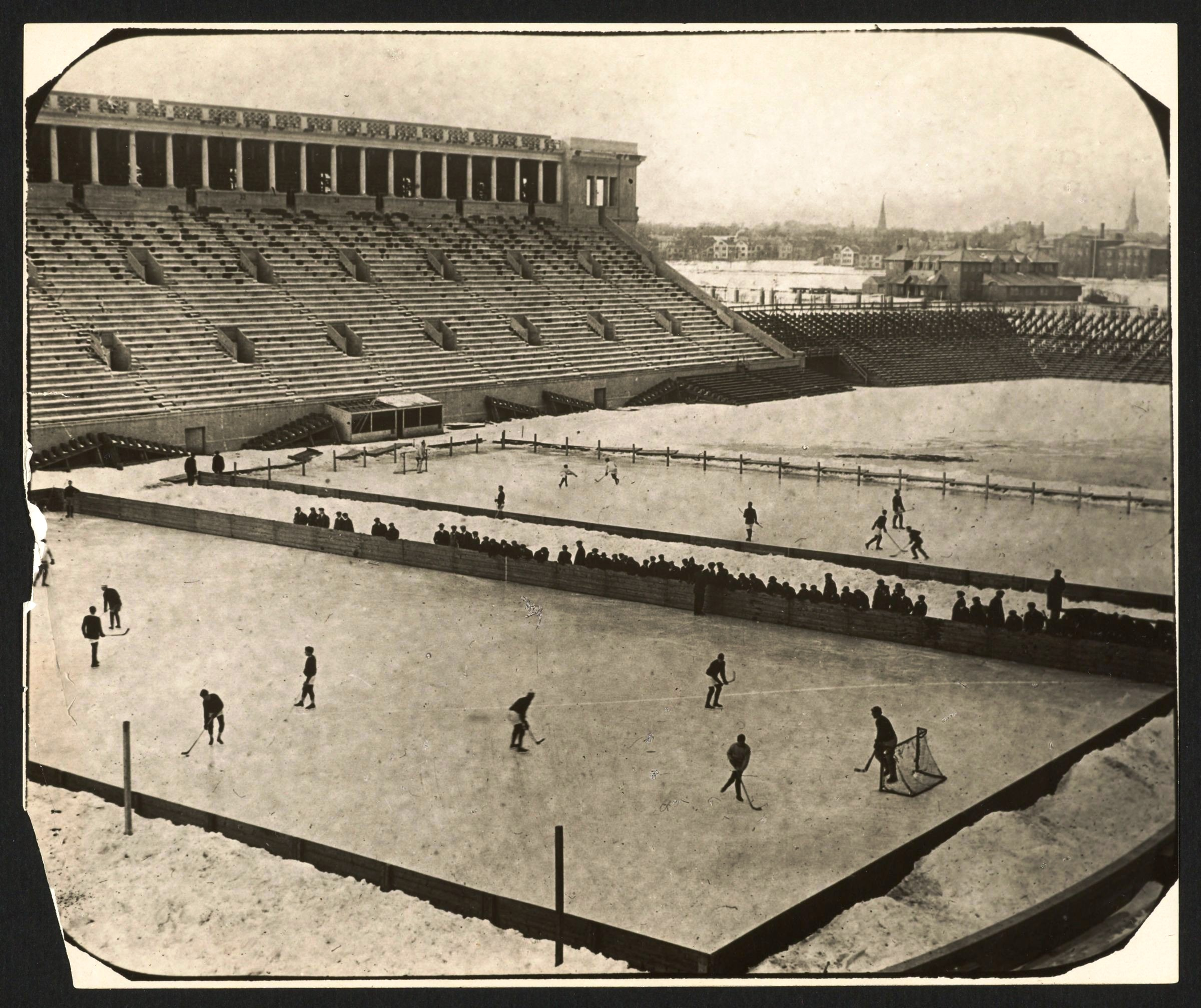
Хоккейный поединок, 1910
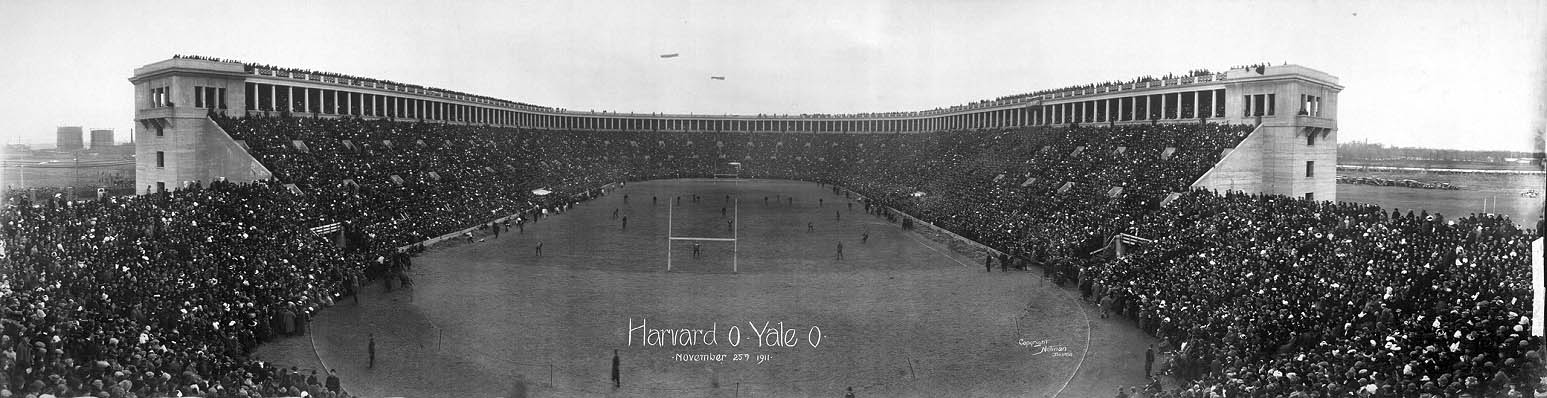
Матч Гарвард — Йель, 1911
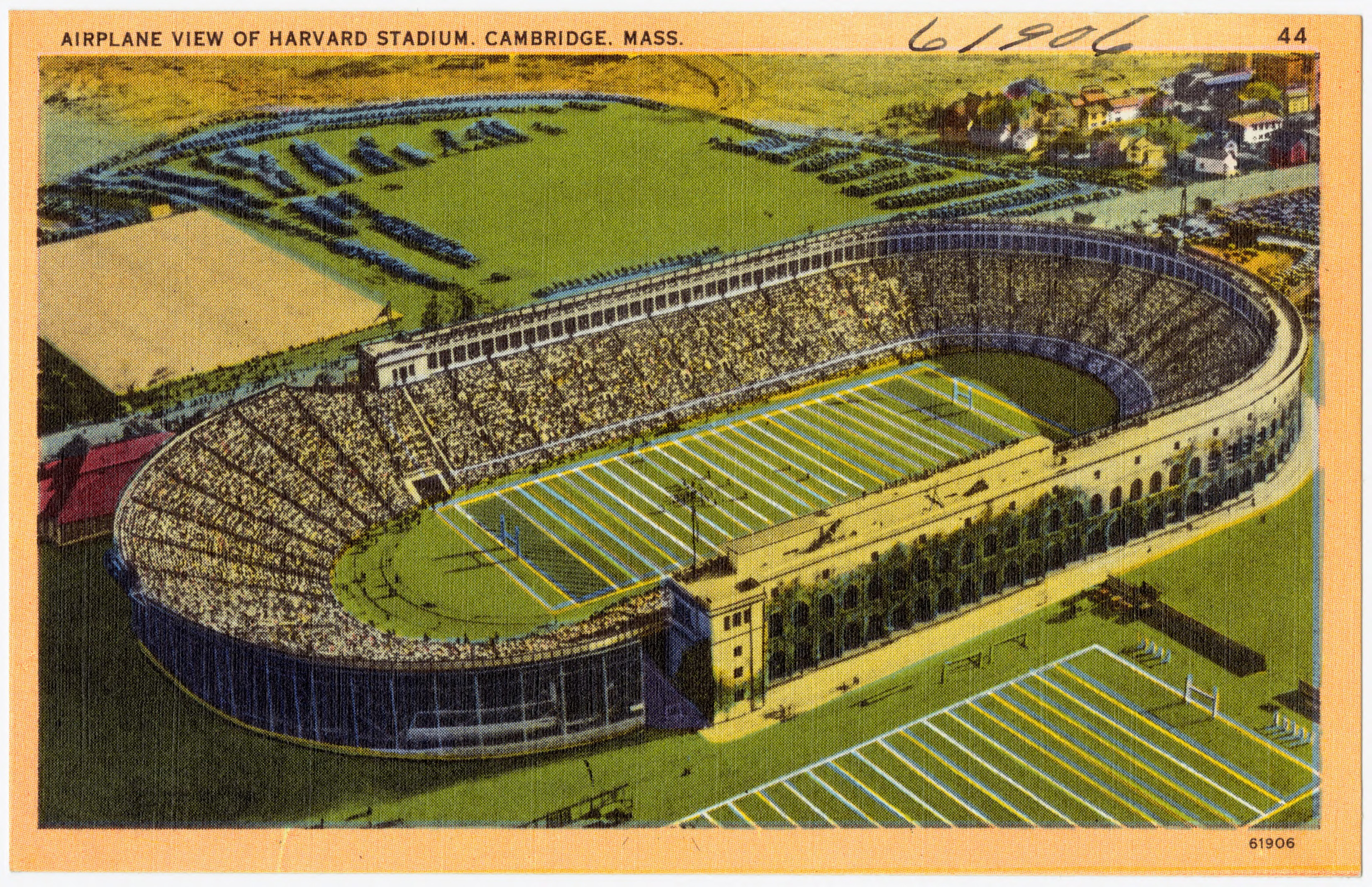
Вид стадиона с цельным овалом (1930-1940-е)
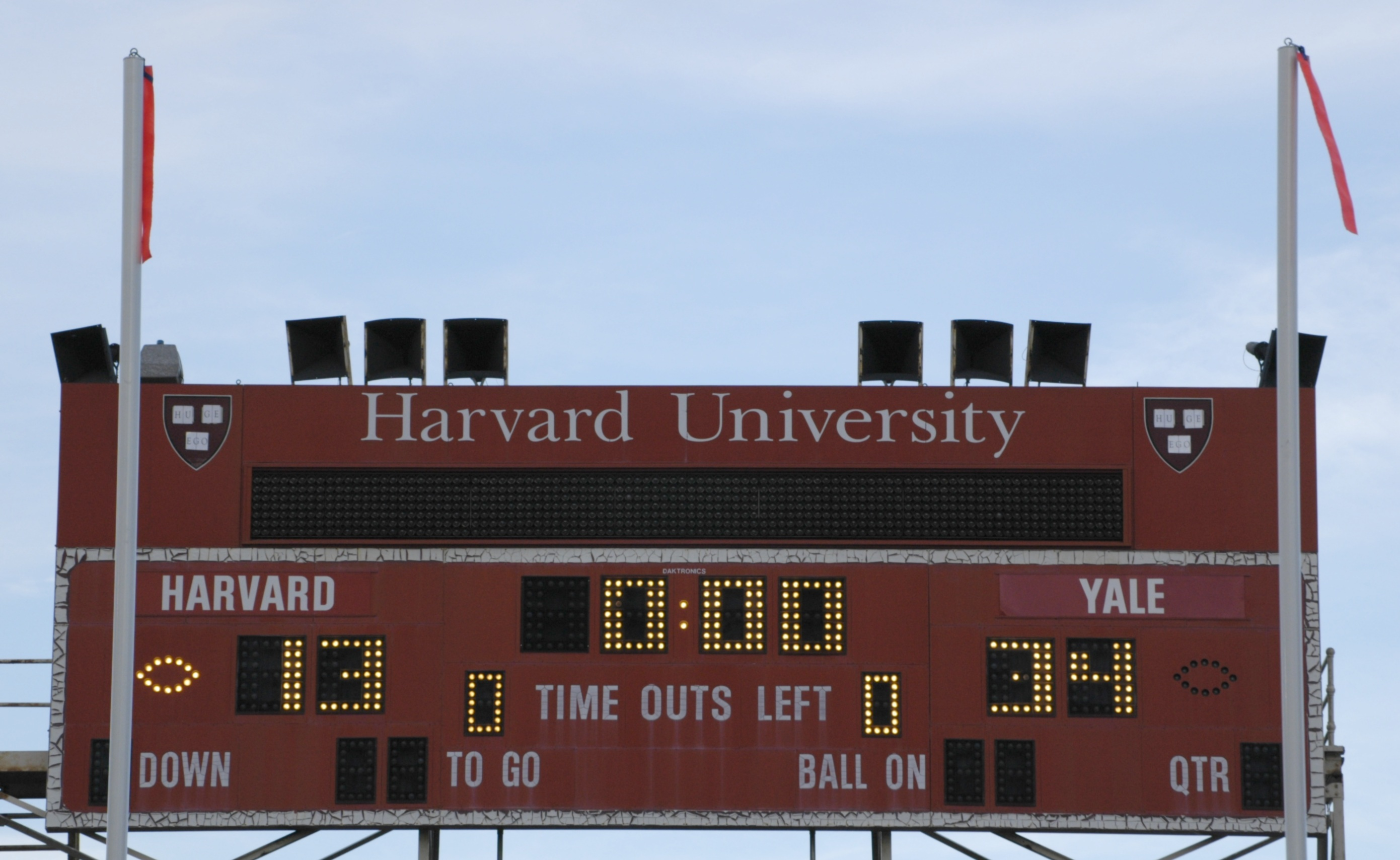
Старое табло (1984–2007)
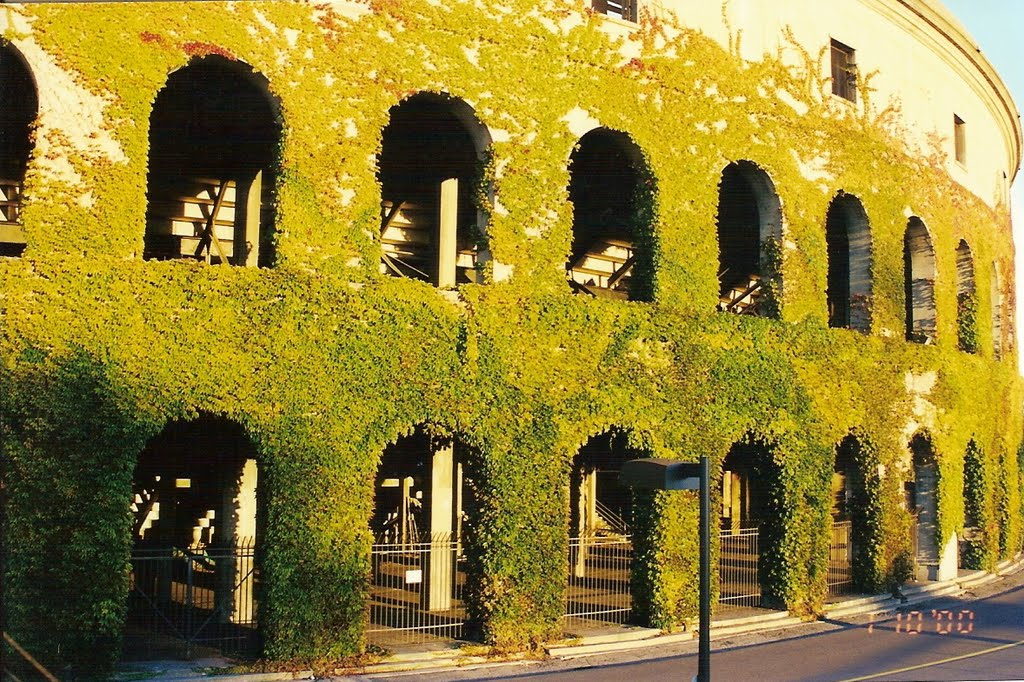
Плющ, удалённый в 2006 году
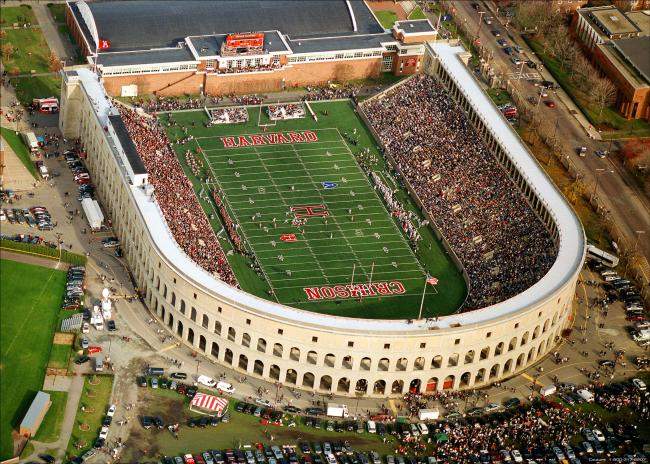
Вид с птичьего полёта игры Гарвард — Йель, 2006
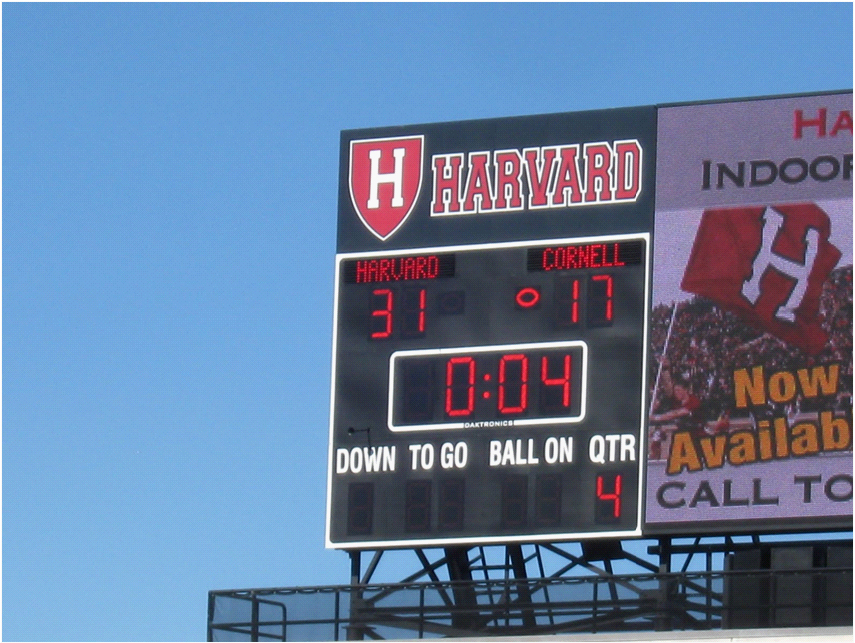
Современное табло, 2008
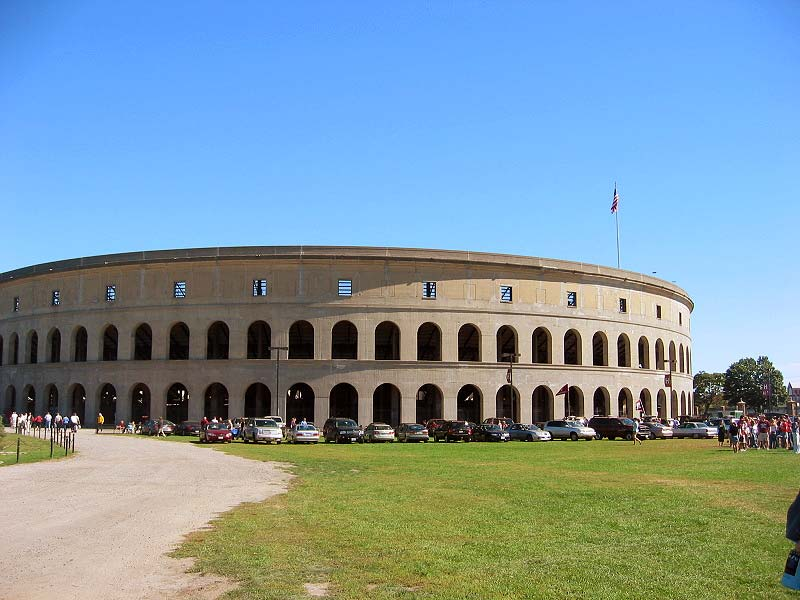
Внешний вид с юго-западной стороны
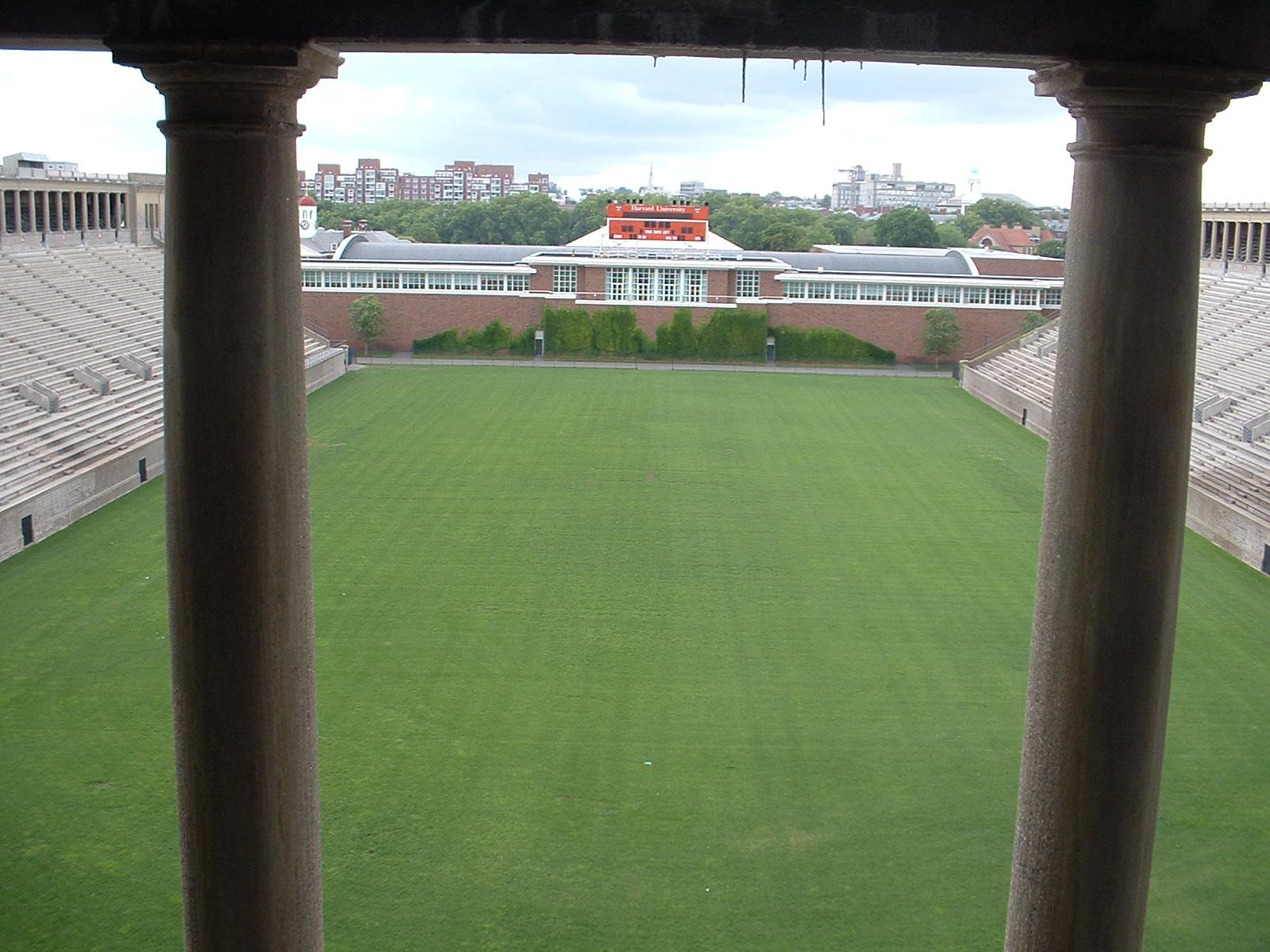
Вид с южной трибуны. Вдали виднеется база отдыха Мурр-центра.
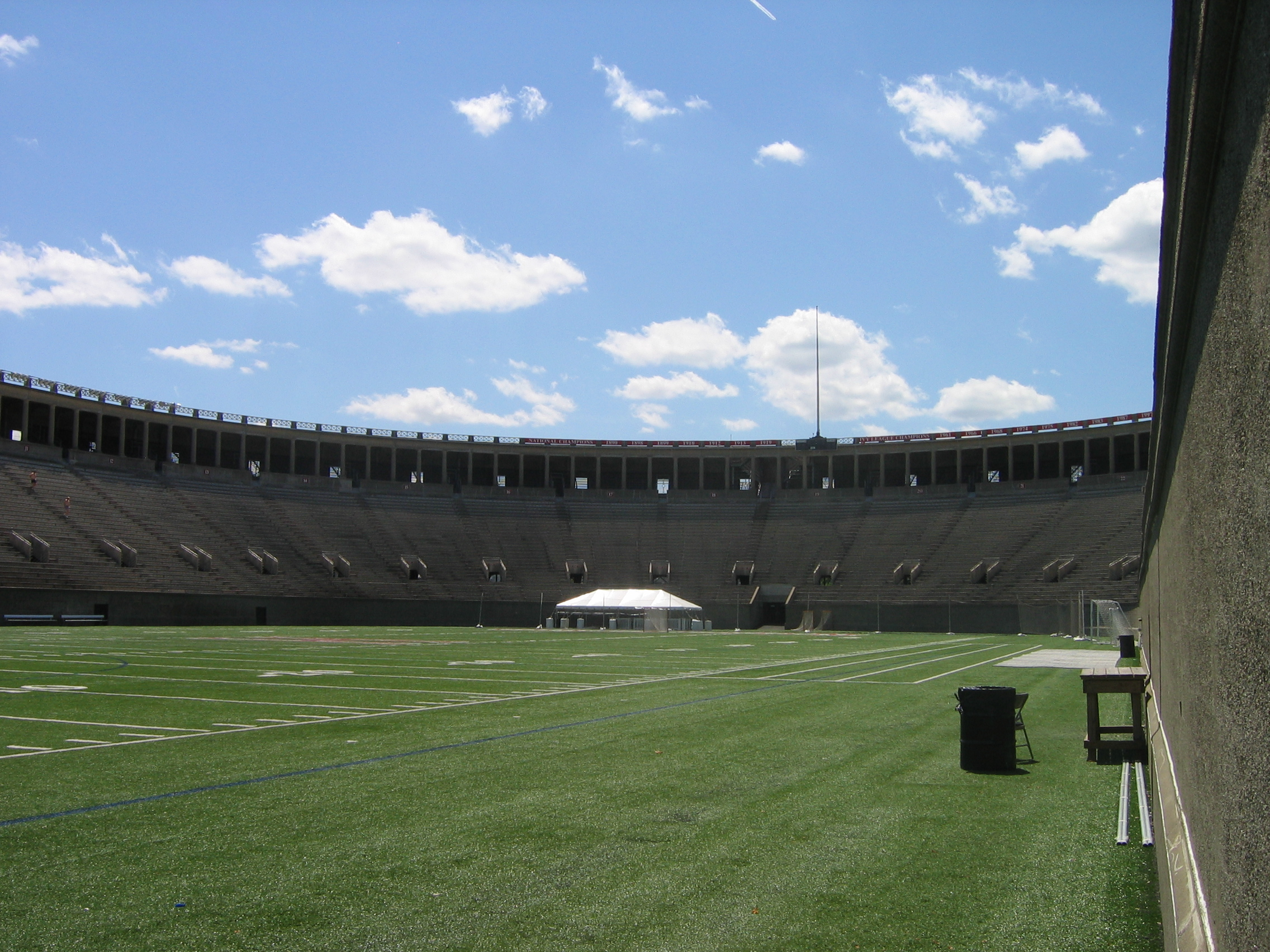
2008
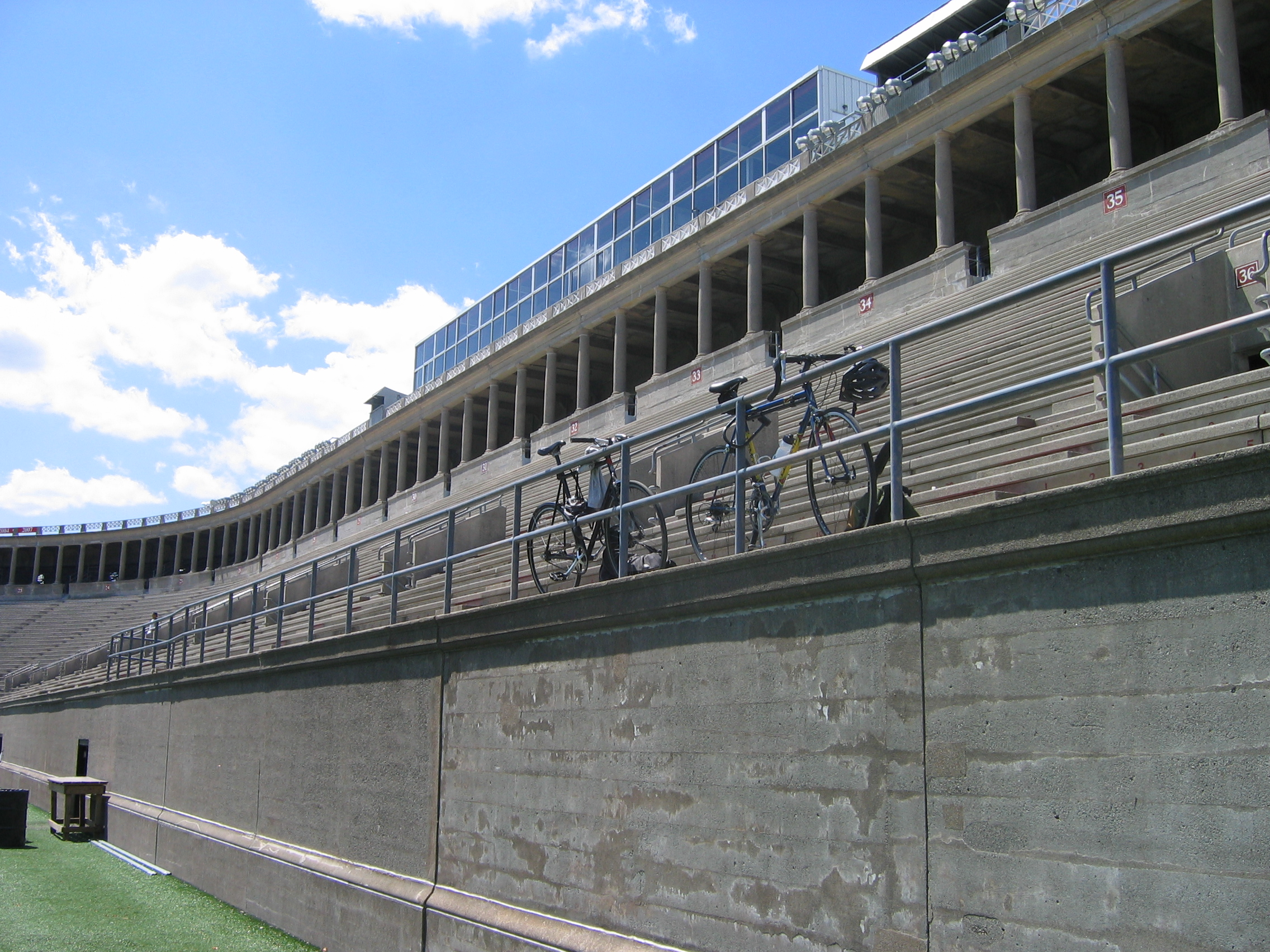
2008
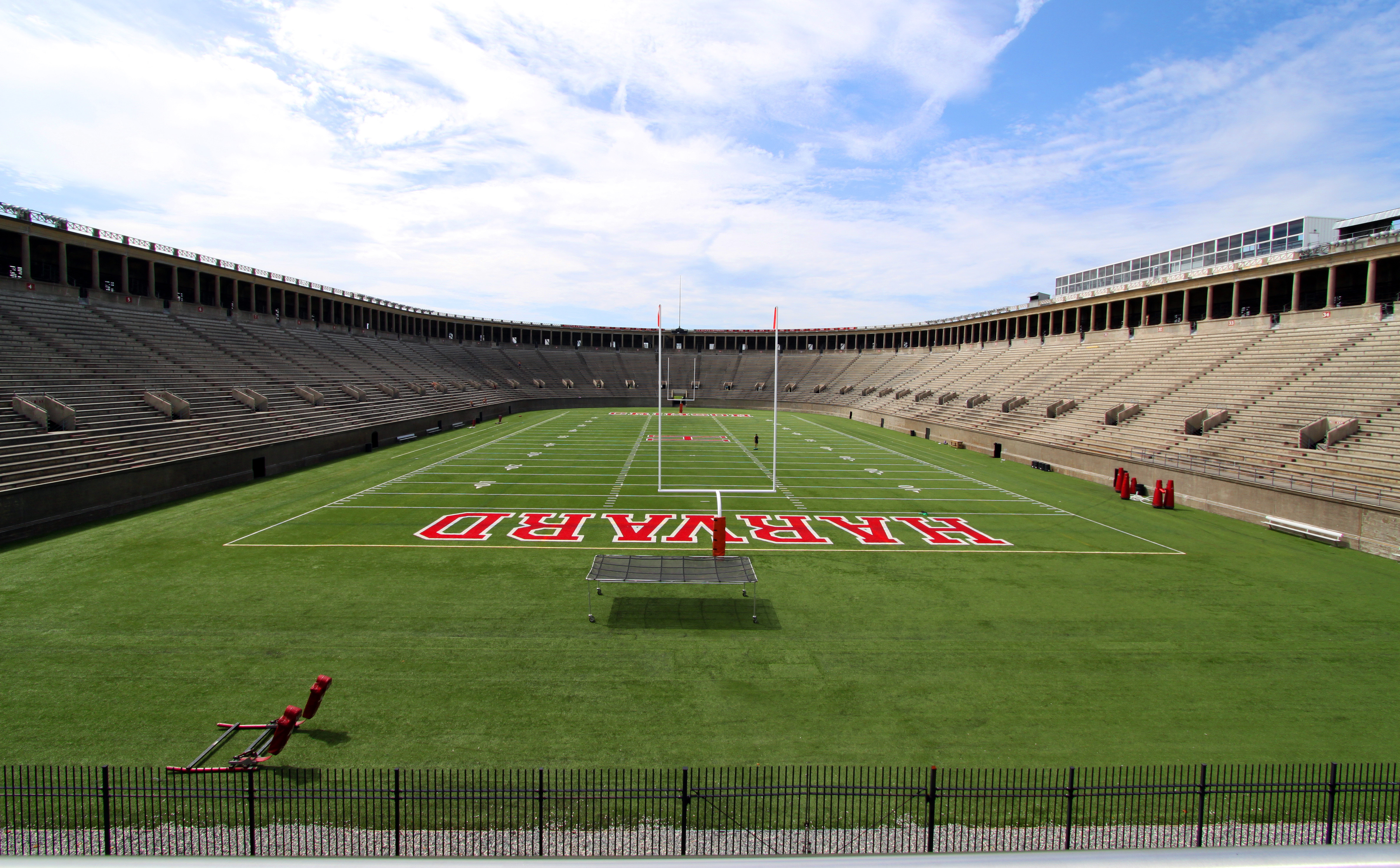
2009
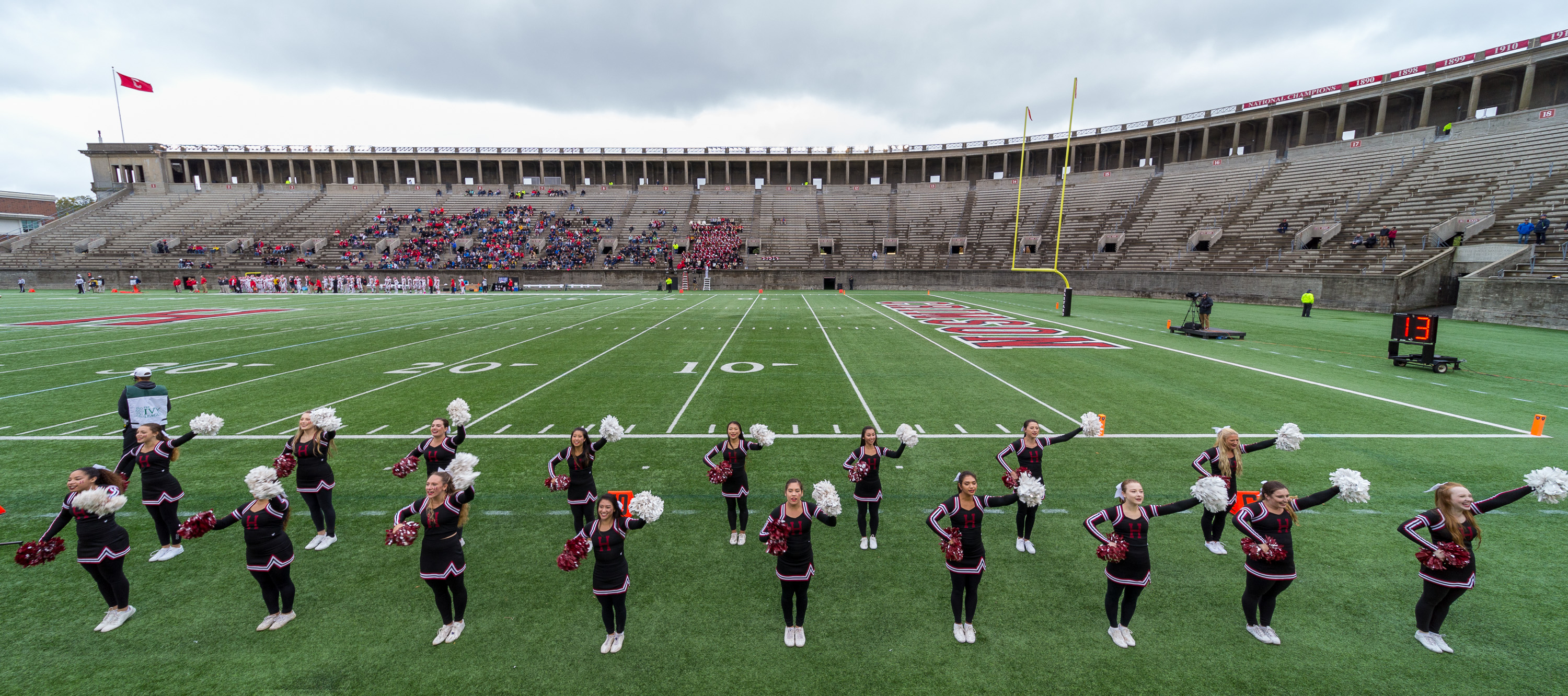
Выступление чирлидерш, 2019